# Белс (Тексас)
Белс (енгл. Bells) град је у америчкој савезној држави Тексас. По попису становништва из 2010. у њему је живело 1.392 становника.

## Демографија
Према попису становништва из 2010. у граду је живело 1.392 становника, што је 202 (17,0%) становника више него 2000. године.
| Група             | 2000.         | 2010.         |
| Белци             | 1.124 (94,5%) | 1.277 (91,7%) |
| Афроамериканци    | 2 (0,2%)      | 13 (0,9%)     |
| Азијати           | 2 (0,2%)      | 1 (0,1%)      |
| Хиспаноамериканци | 20 (1,7%)     | 42 (3,0%)     |
| Укупно            | 1.190         | 1.392         |